# Sayyida al Hurra
Sayyida al Hurra, (arabiska: السيدة الحرة), fullständigt namn  Sayyida al-Hurra ibn Banu Rashid al-Mandri al-Wattasi Hakima Tatwan, född cirka 1485, död den 14 juli 1561, var regerande drottning av Tétouan i Marocko mellan 1519 och 1542, och ledare över en piratflotta i Medelhavet, från 1515 till 1542. Hon var den sista av få kvinnor som erkänts som regerande monark i den muslimska världen. 

## Biografi
Sayyida al Hurra föddes i al-Andalus i Spanien som dotter till föräldrar ur den muslimska andalusiska överklassen, som flydde till Marocko efter att al-Andalus erövrats av Kastilien 1492. 
Sayyida al Hurra gifte sig 1501 med Sidi Al-Mandri II (d. 1519), guvernör i Tétouan. Hennes make lät henne ofta styra Tétouan som sin ställföreträdare. Hon var populär som ställföreträdande guvernör. När hennes make avled 1519, övertog hon hans ämbete som guvernör. Hon gjorde det med godkännande av allmänheten, som var vana vid att hon regerade staden och nöjda med hennes styrelse. Hon hyllades då med titeln al Hurra, vilket var en titel för en regerade kvinna, en titel som var mycket ovanlig i den muslimska världen. Hon klassificerades formellt som guvernör men var i praktiken en regerande monark.
Som regent i Tétouan var hon känd för sin piratverksamhet. Denna påstods bero på eller influeras av den fientlighet hon kände mot spanjorerna på grund av den spanska erövringen av al-Andalus, som tvingat henne på flykt som barn. Hon samarbetade med sjörövaren Barbarossa i det piratvälde de bedrev med sina sjörövarflottor mot kristna skepp på Medelhavet, som överföll och plundrade kristna skepp och gjorde strandräder mot kristna länder för byte i form av både gods och slavar. Som sådan nämns hon flera gånger i förhandlingar med kristna makter om fördrag och friköpande av fångar.
Sayyida al Hurra gifte sig andra gången 1541 med sultanen av Marocko, Ahmad al-Wattasi. Detta äktenskap var ett diplomatiskt äktenskap enbart på papperet. Det var det enda tillfälle en sultan av Marocko gick med på att resa till en annan härskares stad för att gifta sig, då hon krävde att han skulle komma till hennes stad för bröllopet, och vägrade att följa med honom till hans hem efter bröllopet. Istället stannade hon kvar i Tétouan och fortsatte att styra denna.
Sayyida al Hurra avsattes av sin svärson Muhammad al-Hassan al-Mandri i oktober 1542. Hon ska sedan ha dragit sig tillbaka till Chefchaouen. Där levde hon i 20 år, till sin död den 14 juli 1561. Hon var den sista kvinna i den muslimska världen som burit titeln al Hurra, dvs (regerande) drottning eller kvinnlig monark.